# Антонелла Беллутті
Антонелла Беллутті (італ. Antonella Bellutti, 7 листопада 1968) — італійська велогонщиця, велогонщиця і спортсменка.
Олімпійська чемпіонка 1996 (індивідуальна гонка переслідування), 2000 (гонка за очками) років.
Срібна призерка Чемпіонату світу з трекових велоперегонів 1995 року в гонці переслідування, бронзова призерка 1996 року в гонці переслідування.